# Ларес (Пуерто-Рико)
Ларес (ісп. Lares, МФА: [ˈlaɾes]) — муніципалітет Пуерто-Рико, острівної території у складі США. Заснований 26 квітня 1827 року.

## Географія
Ларес розташований у центральній частині острову Пуерто-Рико.
Площа суходолу муніципалітету складає 161 км² (14-е місце за цим показником серед 78 муніципалітетів Пуерто-Рико).

## Демографія
Станом на 2010 рік на території муніципалітету мешкало 30 753 ос.
Динаміка чисельності населення:

## Населені пункти
Основним населеним пунктом муніципалітету Ларес є однойменне місто:
| Населений пункт | Статус | Населення :   | Населення :   | Населення :   |
| Населений пункт | Статус | на 01.04.1990 | на 01.04.2000 | на 01.04.2010 |
| --------------- | ------ | ------------- | ------------- | ------------- |
| Ларес           | Місто  | 5 627         | 7 042         | 4 917         |